# Ħ
Ħ, ħ (przekreślone h) jest literą używaną w języku maltańskim. 
W mechanice kwantowej symbolem ħ (h kreślone) oznacza się zredukowaną stałą Plancka (stałą Diraca). Bardzo podobna kształtem jest litera Ћ (cie) w serbskiej cyrylicy.